# استاد الدوحة
استاد الدوحة الرياضي في قطرهو أول ملعب عشبي بني في منطقة الخليج عام 1962، ويقع وسط مدينة الدوحة،  به كانت تقام  جميع مباريات الأندية القطرية، وأهم ماحدث في هذا الملعب هو مباراة ودية بين المنتخب القطري ونظيره البرازيلي أيام الجوهرة السوداء بيليه، ومازال الملعب موجودا حتى يومنا هذا وتلعب عليه مباريات الفئات السنية لعدد من الأندية القطرية ونهائي كاس الشيخ جاسم